# Jerzy Kuszel
Jerzy Franciszek Kuszel, ps. „Franciszek Skowron” (ur. 21 stycznia 1893 w Koszycach, zm. wiosną 1940 w Charkowie) – rotmistrz Wojska Polskiego, ułan Legionów Polskich, uczestnik szarży pod Rokitną, działacz niepodległościowy, kawaler Orderu Virtuti Militari.

## Życiorys
Urodził się 21 stycznia 1893 w Koszycach, w ówczesnym powiecie pińczowskim guberni kieleckiej jako syn Wincentego i Franciszki z Boreckich.
W czasie I wojny światowej walczył w Legionach Polskich. Służbę rozpoczął jako ułan 2 plutonu 2 szwadronu ułanów II Brygady Legionów Polskich. 13 czerwca 1915 wziął udział w szarży pod Rokitną. Mianowany podporucznikiem i przydzielony do 2 pułku ułanów, późniejszego 2 pułku szwoleżerów. W latach 1917–1918 służył w Polskim Korpusie Posiłkowym w randze porucznika. Po pokoju brzeskim został internowany w obozie w Dułowie (węg. Dulfalva) na Zakarpaciu.
Brał udział w wojnie polsko-czechosłowackiej. Rozkazem Ministra Spraw Wojskowych z 7 maja 1919 został przeniesiony do 6 pułku ułanów. Od 1 listopada 1919 do 20 maja 1920 dowodził szwadronem w 16 pułku ułanów.
1 czerwca 1921 jego oddziałem macierzystym był 5 dywizjon wojsk taborowych. 3 maja 1922 został zweryfikowany w stopniu porucznika ze starszeństwem z dniem 1 czerwca 1919 i 71. lokatą w korpusie oficerów taborowych. Był wówczas 5 dywizjonie taborów w Krakowie. Następnie przeniesiony został z korpusu oficerów taborowych do korpusu oficerów kawalerii i przydzielony do 2 pułku ułanów w Suwałkach. 2 kwietnia 1929 został awansowany na rotmistrza ze starszeństwem z dniem 1 stycznia 1929 i 1. lokatą w korpusie oficerów kawalerii. W marcu 1930 został przeniesiony do Dowództwa Okręgu Korpusu Nr IX w Brześciu na stanowisko dowódcy oddziału sztabowego, a w marcu 1931 do 8 pułku strzelców konnych w Chełmnie. Dowodził szwadronem oraz był adiutantem pułku. Z dniem 31 lipca 1934 został przeniesiony z dyspozycji dowódcy Okręgu Korpusu Nr VIII w stan spoczynku. W 1938 jako oficer stanu spoczynku pozostawał w ewidencji Powiatowej Komendy Uzupełnień Radom i posiadał przydział do Okręgowej Kadry Oficerskiej Nr I.
W 1939 został zmobilizowany do 1 pułku szwoleżerów. Internowany przez Sowietów znalazł się w obozie w Starobielsku, lecz jego nazwisko nie znalazło się na liście wywozowej do Charkowa, a dalsze losy nie są dokładnie znane.
Minister Obrony Narodowej decyzją Nr 439/MON z 5 października 2007 awansował go pośmiertnie do stopnia majora. Awans został ogłoszony 9 listopada 2007 w Warszawie, w trakcie uroczystości „Katyń Pamiętamy – Uczcijmy Pamięć Bohaterów”.

## Ordery i odznaczenia
- Krzyż Srebrny Orderu Wojskowego Virtuti Militari nr 5479 – 17 maja 1922[23][19][24]
- Krzyż Niepodległości – 6 czerwca 1931 „za pracę w dziele odzyskania niepodległości”[25][13][26]
- Krzyż Walecznych[1][27]
- Brązowy Krzyż Zasługi[1]
- Medal Pamiątkowy za Wojnę 1918–1921
- Medal Dziesięciolecia Odzyskanej Niepodległości
- Krzyż za Obronę Śląska Cieszyńskiego II kl. – 2 października 1919[28]